# Virginie Gascon
Virginie Kaze-Gascon (ur. 11 września 2000) – kanadyjska zapaśniczka walcząca w stylu wolnym. Srebrna medalistka mistrzostw panamerykańskich w 2021 i brązowa medalistka mistrzostw panamerykańskich juniorów w 2017 roku.